# Wildwood Lake
Wildwood Lake – jednostka osadnicza w Stanach Zjednoczonych, w stanie Tennessee, w hrabstwie Bradley.